# Извор (Перникская область)
Извор (болг. Извор) — село в Болгарии. Находится в Перникской области, входит в общину Радомир. Население составляет 564 человека.

## Политическая ситуация
В местном кметстве Извор, в состав которого входит Извор, должность кмета (старосты) исполняет Ирена Петрова Стоянова (Союз демократических сил (СДС)) по результатам выборов.
Кмет (мэр) общины Радомир — Красимир Светозаров Борисов (Болгарская социалистическая партия (БСП)) по результатам выборов.